# Bacia de Foxe

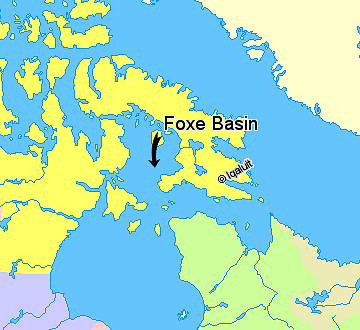
Bacia Foxe, Nunavut, Canadá.
Nunavut
Gronelândia
Quebec
Terra Nova e Labrador
Manitoba

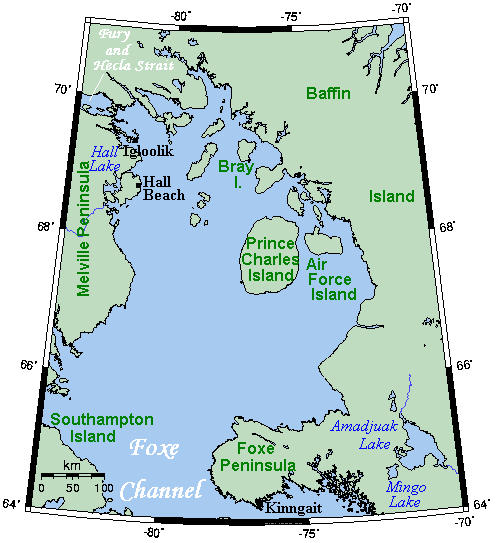
Mapa da bacia de Foxe e áreas próximas.

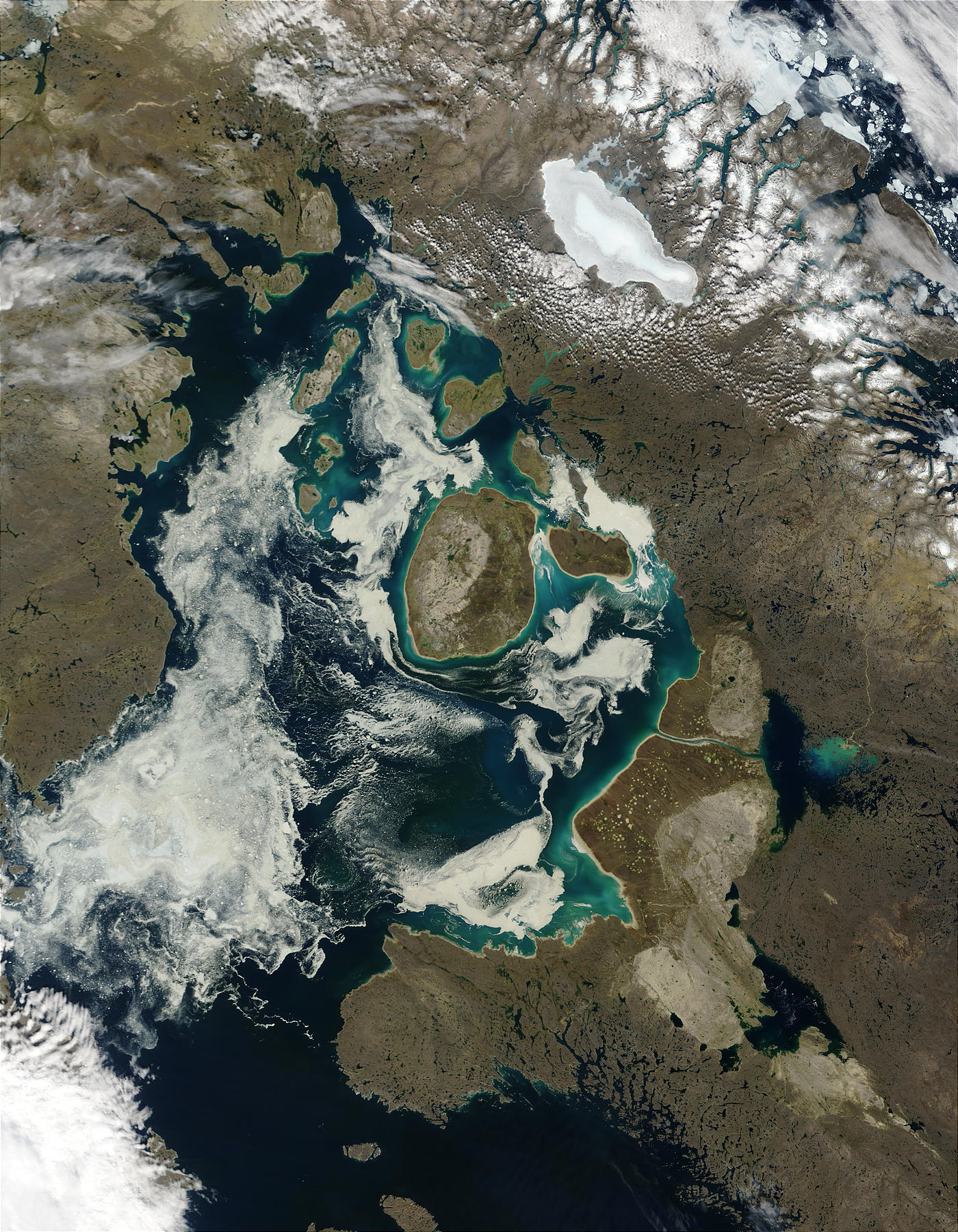
Imagem de satélite da bacia de Foxe.

Não se deve confundir com a Baía de Fox, nas Ilhas Malvinas.
A bacia de Foxe (em inglês:  Foxe Basin) é uma bacia marinha localizada no norte do Canadá, no território autónomo de Nunavut. Durante a maior parte do ano está coberta de gelo, ou fica bloqueada por blocos de gelo flutuantes.
As águas frias da bacia de Foxe, ricas em nutrientes, são especialmente favoráveis ao fitoplâncton e as numerosas ilhas que há nela são importantes habitats de aves, incluindo a gaivota-de-sabine e muitos outros tipos de aves de litoral. A baleia-da-gronelândia migra para a parte setentrional da bacia em cada verão.

## Geografia
A bacia de Foxe está situada a norte da baía de Hudson, comunicando com esta através do canal de Foxe. A bacia é delimitada a sul pela península de Foxe, a leste e norte pela costa ocidental da ilha de Baffin, e a oeste, pela costa oriental da península de Melville e pela costa setentrional da ilha Southampton, ambas separadas pelo estreito de Fury e Hecla, que liga esta bacia ao golfo de Boothia. Há outra conexão com a baía de Hudson, bordejando a Ilha Southampton pelo oeste, através primeiro do estreito Frozen, baía Repulse e finalmente pelo estreito de Roes Welcome.
A bacia de Foxe tem cerca de 600 km de comprimento e uma largura máxima de 450 km. No seu interior há muitas ilhas, sendo as maiores a ilha do Príncipe Carlos, a ilha Bray, ilha Air Force, ilha Koch, ilha Rowley, ilha Foley, ilha Jens Munk e as ilhas Spicer.

## História
O nome da bacia homenageia o explorador inglês Luke Foxe, que foi o primeiro navegante conhecido que entrou nas suas águas percorrendo a costa ocidental da ilha de Baffin, até que se viu obrigado a regressar por causa do gelo, à latitude de 66° 47' N, na sua expedição de 1631.
O nome de bacia de Foxe, em sua memória, foi dado quase 200 anos mais tarde. Um outro explorador inglês, William Edward Parry, que na sua segunda expedição de 1822-24, com os navios Fury e Hecla, também entrou nas suas águas em busca da desejada passagem do Noroeste.

## As águas
A bacia de Foxe é uma ampla depressão, geralmente de profundidade menor que 100 m, embora no sul haja profundidades de até 400 m. A diferença de marés vai de 5 m no sudeste a menos de 1 m no noroeste. Durante grande parte do ano rápidos icebergues dominam o norte, enquanto a banquisa prevalece para sul. A bacia de Foxe raras vezes fica livre de gelo antes do mês de Setembro, sendo comum encontrar barreiras de gelo ao longo do verão. Fortes correntes e ventos mantêm a bolsa de gelo em constante movimento e contribuem para as numerosas polínia nas margens que se encontram em toda a região. Este mesmo movimento, combinado com o alto conteúdo de sedimentos na água, torna o gelo marinho da bacia de Foxe escuro e rugoso, facilmente distinguível de outros gelos no Ártico do Canadá.

## Costas
O terreno é rochoso e escarpado na metade sul da região e, em geral, de baixa altitude no norte. Há altos falésias em toda a parte sul da região, onde nidifica a maioria das aves marinas. Também se encontram pântanos costeiros e mudflat de até 6,5 km de largura, na imensa planura da secção oriental da Bacia de Foxe, bem como nas baías da Ilha Southampton.

## Vida silvestre

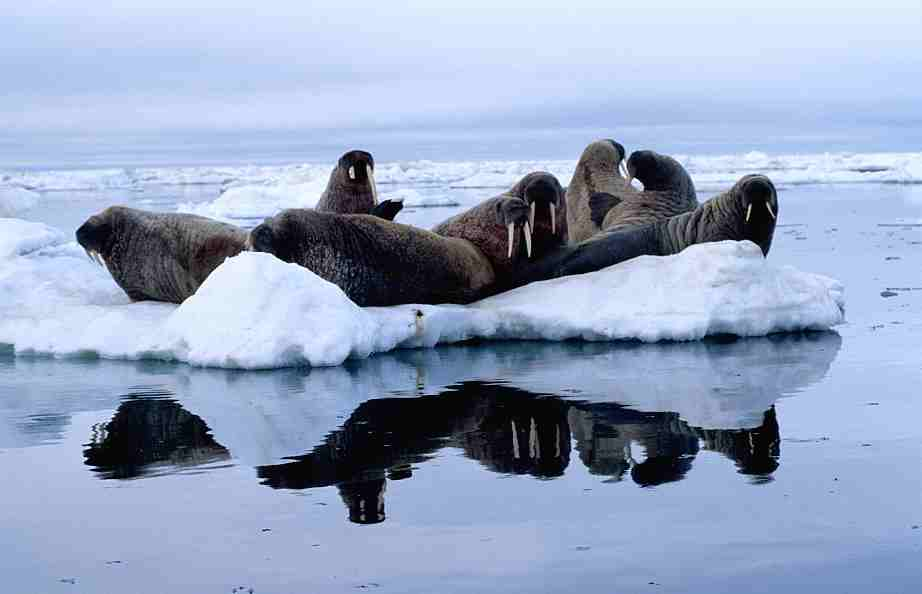
Grupo de morsas-do-atlântico (Odobenus rosmarus rosmarus), num icebergue, bacia de Foxe, julho de 1999.

Esta é uma das zonas menos conhecidas do Ártico do Canadá, apesar de se demonstrar ser biologicamente muito rica e diversa. As numerosas polínias, no norte da Bacia de Foxe, suportam altas densidades de focas-barbudas e o maior grupo de morsas no Canadá (mais de 6000 exemplares). A foca-barbuda (Erignathus barbatus) e o urso-polar são comuns, sendo o norte da ilha de Southampton um dos lugares de maior densidade de ursos polares do Canadá. Esta zona é também uma importante zona de veraneio da baleia-da-gronelândia, beluga e narval. Tanto a baleia-da-gronelândia como a beluga passam o inverno nas águas do nordeste da baía de Hudson. A região é o principal baluarte na América do Norte da gaivota-sabine, com cerca de 10 000 casais a nidificar na zona. Um número moderado de guillemot-negro, charrão-ártico e gavião-hiperbóreo, gaivota-prateada e gaivota-marfim também se reproduzem aqui. A Grande Meseta de Koukdjuak, na ilha Baffin, é a maior colónia de nidificação de gansos do mundo, com mais de 1,5 milhões de aves, 75% das quais são Anser caerulescens e o resto gansos-do-canadá e gansos-de-brent. Aves de litoral e patos são também abundantes. Várias centenas de milhares de aves da espécie Uria lomvia nidificam nas falésias do Digges Sound e ilha Coates a sul.

## Estado
Esta região ainda não está representada no sistema nacional do Canadá de conservação de áreas marinhas, faltando estudos preliminares para identificar as zonas mais representativas.